# Passage Saint-Émilion
Passage Saint-Émilion är en passage i Quartier de Bercy i Paris tolfte arrondissement. Passagen är uppkallad efter vingården Saint-Émilion i Gironde i sydvästra Frankrike. Passage Saint-Émilion börjar vid Rue des Pirogues-de-Bercy 35 och slutar vid Rue François-Truffaut 34.

## Bilder
| - Gatuskylt. - Cour Saint-Émilion. - Notre-Dame-de-la-Nativité de Bercy. - Parc de Bercy. |

## Omgivningar
- Notre-Dame-de-la-Nativité de Bercy
- Parc de Bercy
- Cour du Ponant
- Cour Saint-Émilion
- Passage Saint-Vivant
- Passage de l'Yonne
- Rue des Pirogues-de-Bercy

## Kommunikationer
- Tunnelbana – linje  – Cour Saint-Émilion
- Busshållplats Terroirs de France – Paris bussnät

### Webbkällor
- ”Passage Saint-Émilion”. Mairie de Paris. https://web.archive.org/web/20160303204605/http://www.v2asp.paris.fr/commun/v2asp/v2/nomenclature_voies/Voieactu/8819.nom.htm. Läst 6 oktober 2023.
- ”Passage Saint-Émilion (12ème arrondissement)”. Les rues de Paris. https://web.archive.org/web/20190929084902/http://www.parisrues.com/rues12/paris-12-passage-saint-emilion.html. Läst 6 oktober 2023.